# Falsoibidion punctuosum
Falsoibidion punctuosum là một loài bọ cánh cứng trong họ Cerambycidae.